# Замок Кілдер

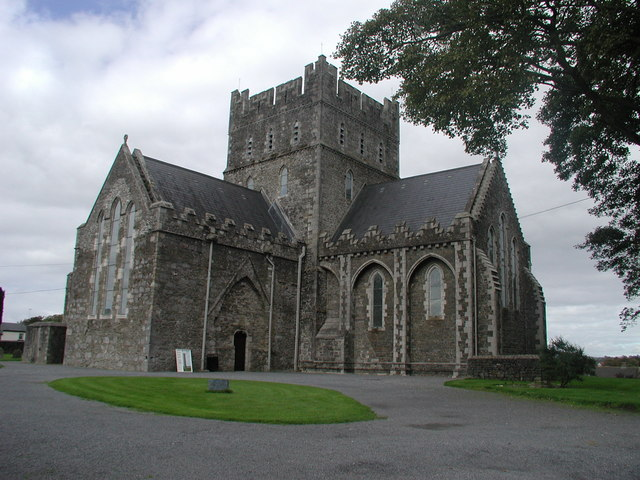
Собор святої Бригіти.

Замок Кілдер (англ. Kildare Castle, ірл. Caisleán na Cill Dara) — замок Церкви Дуба — один із замків Ірландії, розташований в графстві Кілдер, біля однойменного міста Кілдер.

## Історія замку Кілдер
На місці замку Кілдер ще в V столітті був укріплений монастир Святої Бригіти і так звана «Церква Дуба». Цей монастир і церква були одним із центрів християнства в Ірландії. Назву пов'язують з легендою: свята Бригіта під старезним дубом зустрілася з церковними діячами тодішньої Ірландії і на цій зустрічі було засновано релігійне братство. Потім там збудували храм — звідси і назва — «Церква Дуба». Поруч була резиденція короля Ленстеру — фортеця Дун Айлінне (ірл. Dún Ailinne). Король пообіцяв святій Бригиті подарувати стільки землі, скільки вона зможе накрити своїм плащем. Тоді свята Бригіта розстелила плащ і він накрив весь пагорб. Ця земля і стала землею монастиря.
Замок був побудований наприкінці ХІІ століття після англо-норманського завоювання Ірландії. Замок побудував норманський феодал Річард де Клер — ІІ граф Пембрук. Спочатку замок був побудований в стилі «Мотт-і-Бейлі». Потім був перебудований як кам'яний замок в норманському стилі. Нині замок стоїть в руїнах. Від замку лишилися тільки руїни вежі. У ХІІІ столітті замок Кілдер був одним з найважливіших замків для норманських феодалів в Ірландії. В історичних джерелах перша згадка про замок Кілдер датується 1185 роком. Є версія, що замок Кілдер побудував граф Стронгбоу, і що деякий час замок Кілдер був його резиденцією. Але малоймовірно, що в 1185 році тут був зведений кам'яний замок. Скоріше за все тут був зведений спочатку дерев'яний замок, а потім в ХІІІ столітті його перебудували на кам'яний. На карті Роквеса, що датується 1757 роком позначений замок Кілдер, а біля нього позначено курган. Можливо це і були залишки первісного «Мотт-і-Бейлі» норманів. Замок Кілдер згадується в документах інквізиції датованих 1302 роком. Згідно цього документу Вільям Старший — граф Маршал побудував замок Кілдер на фундаменті старої церкви Кілдер без згоди єпископа. Тоді виходить, що замок був побудований десь перед 1219 роком, коли граф Маршал помер.
У 1290 році замок перейшов у власність феодальної родини Де Вескі. На той час місто Кілдер процвітало і розбудовувалось. Свідченням цього є записи місцевої церкви. Біля замку був побудований новий собор, будівництво якого приписують Ральфу Бристольському — єпископу Кілдера в 1223—1232 роках. Біля замку також був побудований монастир Францисканців в 1254—1260 роках, монастир Кармелітів в 1290 році, церква Святої Марії Магдалини в 1307 році і при ній лікарня. У XIV столітті для замку Кілдер час процвітання завершився і настав час потрясінь.
Ірландські клани були незадоволені норманським пануванням, низка ірландських кланів зберегли незалежність від англійської корони і мали свої королівства. Ірландські клани намагалися повернути собі свої землі і в XIV столітті почали війну і наступ на англійські володіння. На захід від замку Кілдер були володіння ірландського клану Ві Фальге (ірл. Ui Failge) — гілки клану О'Коннор, що мали центр свого королівства в місті Ратанган. Одною з септ клану Ві Фальге була септа О'Демпсі з Кланмалір з гір Слів Блум. У 1294 році клан напав на замок Кілдер і спалив його. Повідомляється, що ірландці на чолі з ватажком Вільямом Доніном напали на замок Кілдер і пограбували його. Було викрадено корів, свиней, овець, вівса, пшениці, солоду, золота, тканин на суму понад 1000 фунтів стерлінгів. На той час це була величезна сума.
У 1315 році спалахнула війна за незалежність Ірландії, яку очолив Едвард Брюс — брат короля Шотландії Роберта Брюса. Едварда Брюса проголосили верховним королем Ірландії. У 1316 році Едвард Брюс взяв в облогу замок Кілдер. Проте замок вистояв — на допомогу замку прийшло англійське військо. У тому році король Англії дарував Джону ФітцТомасу ФітцДжеральду титул графа Кілдер в нагороду за службу під час війни і дарував йому замок Кілдер. Так почалося понування в замку Кілдер ФітцДжеральдів. Замок після того бачив ще багато війн та повстань. Але головна резиденція Джеральдинів перемістилася в Мейнут.
У 1331 році в замку були 4 вежі. Збереглась тільки одна. Збереглися залишки стін XV—XVII століть. У 1798 році в замку Кілдер жив лорд Едвард ФітцДжеральд. У тому ж 1798 році спалахнуло чергове повстання за незалежність Ірландії. Замок знову став місцем боїв і був дуже сильно зруйнований. Після цього замок був закинутий і не відбудовувався.